# CIM-10 Chapitre 07 : Maladies de l'œil et de ses annexes
Cet article développe le chapitre VII de la classification internationale des maladies.

## Liste des classes du chapitre 07
CIM-10 Chapitre 07 : Maladies de l'œil et de ses annexes (H00-H59)

### (H00-H06) Affections de lapaupière, de l'appareil lacrymalet del'orbite
- (H00) Orgelet et chalazion
  - (H00.0) Orgelet et autres inflammations de la paupière
  - (H00.1) Chalazion
- (H01) Autres inflammations de la paupière
  - (H01.0) Blépharite
  - (H01.1) Dermatoses non infectieuses de la paupière
- (H02) Autres affections de la paupière
  - (H02.0) Entropion et trichiasis de la paupière
  - (H02.1) Ectropion de la paupière
  - (H02.2) Lagophtalmie
  - (H02.3) Blépharocharasis
  - (H02.4) Ptosis de la paupière
  - (H02.5) Autres affections de la fonction de la paupière
    - Ankyloblépharon
    - Blépharophimosis
    - Rétraction de la paupière

  - (H02.6) Xanthelasma de la paupière
  - (H02.7) Autre affection dégénérative de la paupière et de l'aire périoculaire
- (H03) Affections de la paupière au cours de maladies classées ailleurs
- (H04) Affections de l'appareil lacrymal
  - (H04.0) Dacryoadénite
  - (H04.1) Autres affections de la glande lacrymale
  - (H04.2) Epiphora
  - (H04.3) Inflammation aiguë et non spécifique des voies lacrymales
    - Dacryocystite aiguë, subaigüe ou non spécifiée.

  - (H04.4) Inflammation chronique des voies lacrymales
    - Dacryocystite chronique

  - (H04.5) Sténose et insuffisance des voies lacrymales
  - (H04.6) Autres troubles des voies lacrymales
- (H05) Affections de l'orbite
  - (H05.2) Conditions  exophtalmiques
  - (H05.4) Enophtalmie
- (H06) Affections de l'appareil lacrymal et de l'orbite au cours de maladies classées ailleurs

### (H10-H13) Affections de laconjonctive
- (H10) Conjonctivite
- (H11) Autres affections de la conjonctive
  - (H11.0) Ptérygion
  - (H11.1) Dégénérations de et dépôts
  - (H11.2)  Cicatrices de la paupière
    - Symblépharon

  - (H11.3) Hémorragie  conjonctiviale
    - Hémorragie sous conjonctivale

  - (H11.4) Autres affections vasculaires conjonctiviales et kystes
  - (H11.8) Autres affections spécifiées de la conjonctive
    - Pseudoptérygion

  - (H11.9) Affection de la conjonctive, non spécifié
- (H13) Affections de la conjonctive au cours de maladies classées ailleurs

### (H15-H22) Affections de lasclérotique, de lacornée, de l'iriset ducorps ciliaire
- (H15) Affections de la sclérotique
- (H16) Kératite
- (H17) Cicatrices et opacités cornéennes
- (H18) Autres affections de la cornée
- (H19) Affections de la sclérotique et de la cornée au cours de maladies classées ailleurs
- (H20) Iridocyclite
- (H21) Autres affections de l'iris et du corps ciliaire
- (H22) Affections de l'iris et du corps ciliaire au cours de maladies classées ailleurs

### (H25-H28) Affections ducristallin
- (H25) Cataracte sénile (A l'exclusion de : glaucome capsulaire avec pseudo-exfoliation cristallinienne (H40.1))
  - (H25.0) Cataracte incipiente sénile
    - Cataracte sénile coronaire
    - Cataracte sénile corticale
    - Cataracte sénile polaire sous-capsulaire (antérieure) (postérieure)
    - Cataracte sénile punctiforme
    - Water clefts (fentes)

  - (H25.1) Cataracte sénile nucléaire
    - Cataracte brunescente
    - Sclérose nucléaire

  - (H25.2) Cataracte sénile, de type Morgagn
    - Cataracte sénile hypermûre

  - (H25.8) Autres cataractes séniles
    - Formes combinées de cataracte sénile

  - (H25.9) Cataracte sénile, sans précision

- (H26) Autres cataractes (A l'exclusion de : cataracte congénitale (Q12.0))
  - (H26.0) Cataracte infantile, juvénile et présénile
  - (H26.1) Cataracte traumatique
  - (H26.2) Cataracte compliquée
    - Cataracte (au cours de) iridocyclite chronique
    - Cataracte (au cours de) secondaire à des affections oculaires
    - Opacités glaucomateuses (sous-capsulaires)

  - (H26.3) Cataracte médicamenteuse
  - (H26.4) Séquelles de cataracte
    - Anneau de Soemmering
    - Cataracte secondaire

  - (H26.8) Autres cataractes précisées
  - (H26.9) Cataracte, sans précision

- (H27) Autres affections du cristallin (A l'exclusion de : complications mécaniques d'une lentille intra-oculaire (T85.2), malformations congénitales du cristallin (Q12.-), pseudophakie (Z96.1))
  - (H27.0) Aphakie
  - (H27.1) Luxation du cristallin
  - (H27.8) Autres affections précisées du cristallin
  - (H27.9) Affection du cristallin, sans précision

- (H28) Cataracte et autres affections du cristallin au cours de maladies classées ailleurs
  - (H28.0) Cataracte diabétique (E10-E14+ avec le quatrième chiffre .3)
  - (H28.1) Cataracte au cours d'autres maladies endocriniennes, nutritionnelles et métaboliques
    - Cataracte au cours de hypoparathyroïdie (E20.-+),
    - Cataracte au cours de malnutrition-déshydratation (E40-E46+)

  - (H28.2) Cataracte au cours d'autres maladies classées ailleurs
    - Cataracte myotonique (G71.1+)

  - (H28.8) Autres affections du cristallin au cours de maladies classées ailleurs

### (H30-H36) Affections de lachoroïdeet de larétine
- (H30) Choriorétinite
- (H31) Autres affections de la choroïde
- (H32) Affections choriorétiniennes au cours de maladies classées ailleurs
- (H33) Décollement et déchirure de la rétine
- (H34) Occlusions vasculaires rétiniennes
- (H35) Autres affections rétiniennes
- (H36) Affections rétiniennes au cours de maladies classées ailleurs

### (H40-H42)Glaucome
- (H40) Glaucome
- (H42) Glaucome au cours de maladies classées ailleurs

### (H43-H45) Affections ducorps vitréet duglobe oculaire
- H43) Affections du corps vitré
- (H44) Affections du globe oculaire
- (H45) Affections du corps vitré et du globe oculaire au cours de maladies classées ailleurs

### (H46-H48) Affections dunerf et des voies optiques
- (H46) Névrite optique
- (H47) Autres affections du nerf (II) et des voies optiques
- (H48) Affections du nerf [II] et des voies optiques au cours de maladies classées ailleurs

### (H49-H52) Affections des muscles oculaires, des mouvements binoculaires, de l'accommodation et de la réfraction
- (H49) Strabisme paralytique
- (H50) Autres strabismes
- (H51) Autres anomalies des mouvements binoculaires
- (H52) Vices de réfraction et troubles de l'accommodation

### (H53-H54) Troubles de la vision et cécité
- (H53) Troubles de la vision
- (H54) Cécité et baisse de la vision

### (H55-H59) Autres affections de l'œilet de ses annexes
- (H55) Nystagmus et autres anomalies des mouvements oculaires
- (H57) Autres affections de l'œil et de ses annexes
- (H58) Autres affections de l'œil et de ses annexes au cours de maladies classées ailleurs
- (H59) Affections de l'œil et de ses annexes après un acte à visée diagnostique et thérapeutique, non classées ailleurs